# Хрест милосердя
«Хрест милосердя» («Крест милосердия») — радянський чотирисерійний телефільм 1991 року, знятий режисером Діамарою Нижниковською на кіностудії «Білорусьфільм».

## Сюжет
Фільм про життя і творчий шлях відомої білоруської поетеси, просвітительки та педагогині Алоїзи Пашкевич (1876—1916). Після закінчення Віленської приватної гімназії вона вступає до Петербурга на Вищі курси Лесгафта, знайомиться зі студентами-земляками. Білоруське земляцтво починає видання газети білоруською мовою. І в першому ж номері друкуються вірші Алоїзи… У її житті буде все — і зрада коханої людини, і робота в клініці для душевнохворих, і щасливий шлюб, і революція 1905 року, після якої ще довго не зможе повернутися до рідних країв, і довгоочікувані книжки — її вірші рідною мовою… У фільмі відтворені мальовничі картини початку сторіччя: світське суспільство Вільно та Санкт-Петербурга, галасливі народні гуляння та ярмарки, бал у Радзівілів та театральні підмостки — все, що стало світом поезії Пашкевич.

## У ролях
- Анастасія Бєлова — Алоїза Пашкевич
- Олександр Домогаров — Андрій
- Женя Близнюк — Андрій в дитинстві
- Наталія Власова — Анна, мати Алоїзи
- Інтс Буранс — Стефан, батько Алоїзи
- Олена Катишева — Кароліна
- Валерій Легін — Генісарецький, жандармський ротмістр
- Гедимінас Сторпірштіс — Стяпонас Кайріс
- Еугенія Плешкіте — Віра Михайлівна Прозорова
- Геннадій Гарбук — дід Гавра
- Олег Корчиков — дядько Міхась
- Олександр Ткачонок — Васпане
- Ельза Радзіня — Еліза Ожешко
- Вайва Майнеліте — Магдалена Радзівілл
- Олександр Тимошкін — Вацлав
- Олена Перцева — Сабіна
- Юрій Оленніков — Ян
- Ернст Романов — Лесгафт, професор
- Ірина Мазуркевич — Зеленка
- Анна Афанасьєва — Олена
- Тамара Уржумова — княгиня
- Олександр Сластін — Грязнов
- Віктор Михайлов — Тимофій
- Віталій Зікора — отець Павло
- Олександр Безпалий — епізод
- Євген Богданович — епізод
- Анатолій Гур'єв — епізод
- М. Громов — епізод
- Леонід Данчишин — епізод
- Володимир Корпусь — епізод
- Євгенія Ковальова — епізод
- В. Кравченко — епізод
- Єлизавета Матісова — епізод
- Лідія Мордачова — епізод
- Антон Лисаковський — епізод
- Олена Ринкович — епізод
- Ніна Розанцева — епізод
- Анатолій Терпицький — епізод
- Володимир Грицевський — епізод
- Олександр Алексєєв — епізод
- Володимир Бурмістров — епізод
- С. Волкова — епізод
- Г. Волинець — епізод
- І. Волинець — епізод
- Олексій Зубарєв — епізод
- Тетяна Єрмілова — епізод
- Н. Журавльов — епізод
- Герардас Жальонас — гість на прийомі
- А. Кучарьов — епізод
- Йосип Кошелевич — Валентин Сєров, художник
- С. Одарченко — епізод
- Йонас Пакуліс — генерал
- Ірина Сампаєва — епізод
- Станіслав Соколов — епізод
- Сергій Сулім — епізод
- Володимир Сидоров — епізод
- Катерина Удалова — епізод
- А. Цоканов — епізод
- Петро Юрченков — епізод
- Т. Волинець — епізод
- Є. Кузнецов — епізод
- В. Орел — епізод
- Людмила Александрова — епізод
- Ніна Антонова — епізод
- Леонід Алахвердов — епізод
- Людмила Аржанікова — епізод
- А. Бухвалов — хворий
- Тамара Вікторова — епізод
- Олександр Голубєв — хворий
- М. Гвоздиков — епізод
- Олексій Житков — епізод
- Василь Дерягін — епізод
- Галина Кузнецова — епізод
- Юрій Родіонов — епізод
- Галина Стеценко — епізод
- Жанна Сухопольська — хвора
- Є. Устименко — епізод
- Олександр Царьов — хворий
- А. Ячменєв — епізод
- Ірена Римович — жінка в поїзді
- Антанас Саулявічюс — гість на прийомі
- Андрій Арсеньєв — студент

## Знімальна група
- Режисер — Діамара Нижниковська
- Сценаристи — Валентина Ковтун, Федір Конєв
- Оператор — Олег Авдєєв
- Композитор — Михайло Чекалін
- Художники — Володимир Ковальов, Валерій Назаров